# نيكولاس ارين
نيكولاس ارين (بالإنجليزية: Nicholas Warren)‏ هو قاضي بريطاني، ولد في 20 مايو 1949.